# Palais Angerer

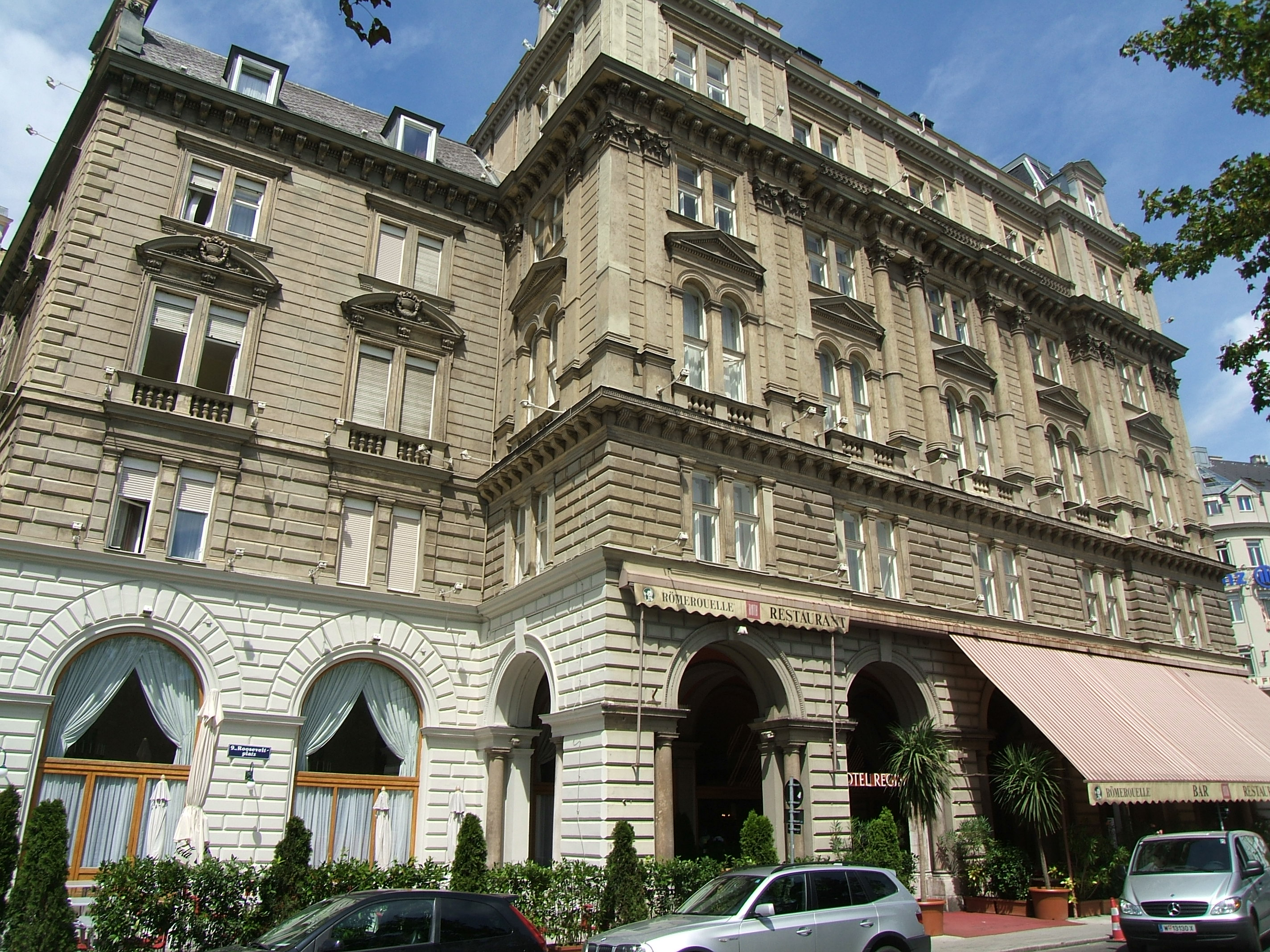
Hotel Regina – ehem. Palais Angerer

Das Palais Angerer ist ein Palais am Rooseveltplatz 15 im 9. Wiener Gemeindebezirk Alsergrund, in dem sich heute das Hotel Regina befindet.

## Geschichte
Der Architekt Emil von Förster errichtet in den Jahren 1876/77 für Johann Angerer ein Wohnpalais im Neorenaissancestil am Maximilianplatz, dem heutigen Rooseveltplatz. Im Parterre des Hauses befand sich bis 1920 eine Bierhalle. Georg Kremslehner baute das Gebäude ab 1907 in ein Hotel um. Im Untergeschoß schuf der Architekt Cesar Poppovits 1913 ein Kellerlokal, das heute als Bankettraum genutzt wird. Während des Zweiten Weltkrieges diente das Haus als Lazarett und wurde nach Kriegsende von den Amerikanern beschlagnahmt. Nach ihrem Abzug erfolgte wieder die Umwandlung in ein Hotel.
Während der Renovierung der Hauptfassade 2017 wurde diese mit einer über 600 Quadratmeter große Installation eines adaptierten Kupferstich aus 1877 verblendet, die drei Monate zu sehen war.

## Beschreibung
Der viergeschoßige Monumentalbau ist im Neorenaissancestil errichtet und durch einen überhöhten Mittelrisalit mit hohem Mansarddach mit Türmchen gegliedert. Die Fassade ist reich mit altdeutschem Dekor verziert. In Sockelgeschoß des Mittelrisalits befindet sich eine Arkade und das Mauerwerk ist mit Diamantquadern versehen. Der Mittelteil ist von wuchtigen Gesimsen umrahmt und von Riesenpilastern und Dreiviertelsäulen gegliedert.

## Berühmte Gäste
- Franziska Janko und König Zogu[3]
- Richard Tauber im Juni und Dezember 1920, während seiner Gastauftritte in der Volksoper Wien[4]
- Stefan Zweig war in den 1930er Jahren nicht nur ein häufiger Gast im Hotel Regina, es diente sogar als seine Meldeadresse.[5]
- Bundeskanzler Julius Raab.[6]